# 언노운 나이츠
언노운 나이츠(영어: Unknown Knights)는 팀아렉스에서 만들어진 인디 로그라이크 형식의 게임이다.